# Molly (film, 1999)
Pour les articles homonymes, voir Molly.
Pour plus de détails, voir Fiche technique et Distribution.
Molly est un film américain réalisé par John Duigan, sorti en 1999.

## Synopsis
Molly a 28 ans. C'est une jeune autiste pétillante qui croque la vie à pleines dents. Son frère ainé, Buck, ne vit que pour sa carrière et n'a eu que peu de contacts avec sa sœur. Mais le jour où l'établissement qui prenait soin de Molly ferme ses portes, c'est à Buck de s'occuper d'elle... Et c'est un travail à plein temps! Audacieuse, enfantine, et très énergique, Molly transforme rapidement la vie rangée de son frère en un véritable chaos...

## Fiche technique
- Titre : Molly
- Réalisation : John Duigan
- Scénario : Richard Christie
- Musique : Trevor Jones
- Photographie : Gabriel Beristain
- Montage : Humphrey Dixon
- Production : William J. MacDonald
- Sociétés de production : Absolute Entertainment, Cockamamie, Heckerling-Caplan & Metro-Goldwyn-Mayer
- Société de distribution : Metro-Goldwyn-Mayer
- Pays :  États-Unis
- Langue : Anglais
- Format : Couleur - DTS - 35 mm - 1.85:1
- Genre : Drame
- Durée : 99 min

## Distribution
- Elisabeth Shue (VF : Virginie Ledieu) : Molly McKay
- Aaron Eckhart (VF : Jean-Pierre Michaël) : Buck McKay
- Jill Hennessy : Susan Brookes
- Thomas Jane : Sam
- D.W. Moffett : Mark Cottrell
- Elizabeth Mitchell : Beverly Trehare
- Robert Harper : Dr. Simmons
- Elaine Hendrix : Jennifer Thomas
- Lucy Liu : Brenda
- Nicholas Pryor (VF : Roger Crouzet) : Dr. Prentice
- Michael Paul Chan : Domingo
- Patricia Belcher : Margaret Duffy